# Chiridota intermedia
Chiridota intermedia is een zeekomkommer uit de familie Chiridotidae.
De wetenschappelijke naam van de soort werd in 1899 gepubliceerd door F.P. Bedford.